# 豊実駅
豊実駅（とよみえき）は、新潟県東蒲原郡阿賀町豊実にある、東日本旅客鉄道（JR東日本）磐越西線の駅である。

## 歴史
- 1914年（大正3年）11月1日[1]：鉄道院岩越線・野沢駅 - 津川駅間開通の際に開業[3]。
- 1980年（昭和55年）10月1日：貨物の取り扱いを廃止[4]。
- 1981年（昭和56年）4月1日：業務委託駅となる[5]。
- 1983年（昭和58年）2月28日：交換設備を撤去。駅員無配置駅となる[6]。荷物の扱いを廃止[4]。
- 1987年（昭和62年）4月1日：国鉄分割民営化により、JR東日本の駅となる[4][7]。

## 駅構造
築堤上に単式ホーム1面1線を有する地上駅である。以前は島式ホーム1面2線であったが、上り線を撤去し現在に至る。
新津駅管理の無人駅である。1980年代前半まで木造駅舎があったが解体され、駅前広場（西側）とは地下通路で連絡している。トイレは駅前広場と、ホーム上の待合室内の2か所にある。

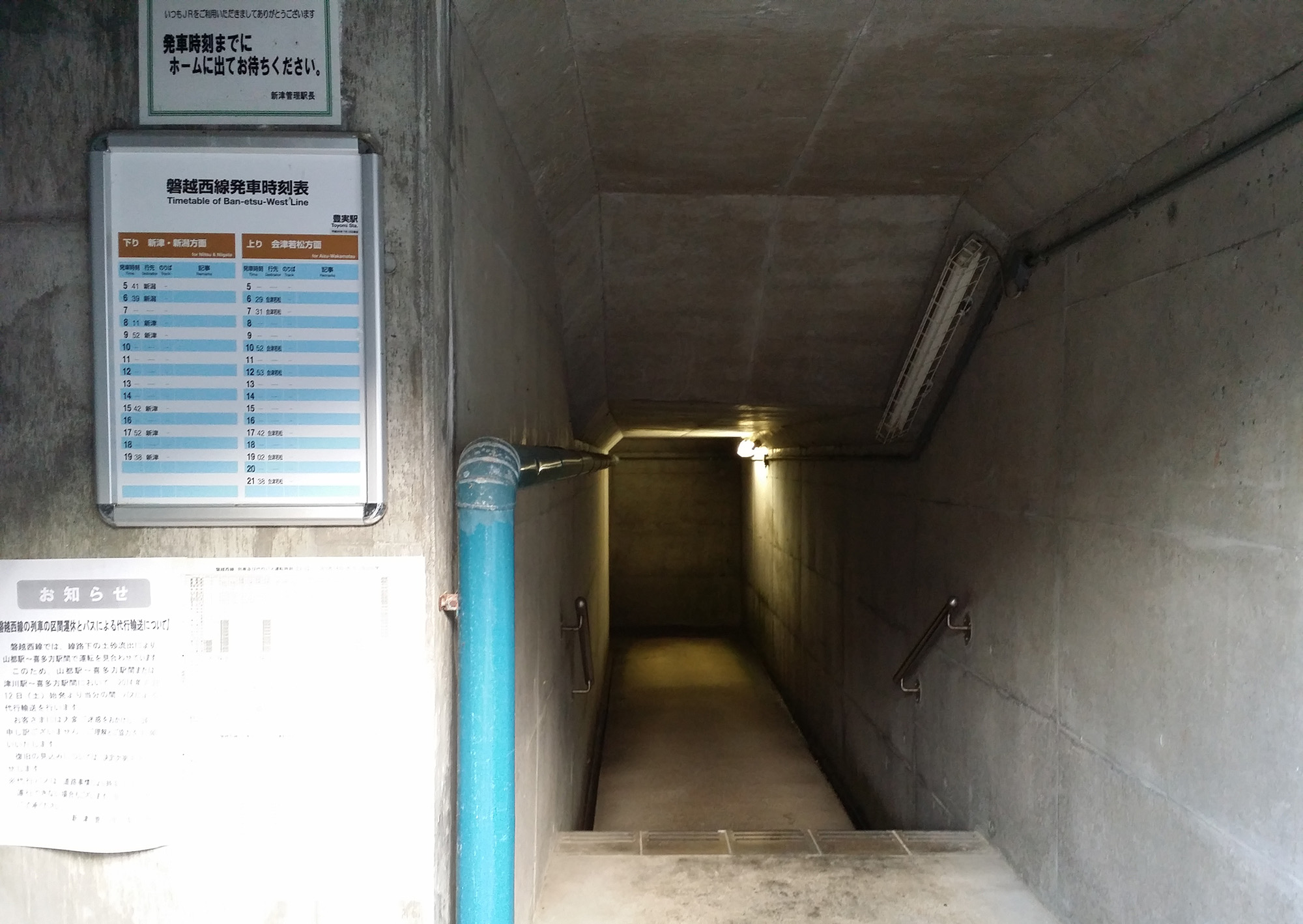
ホームへの通路（2014年7月）
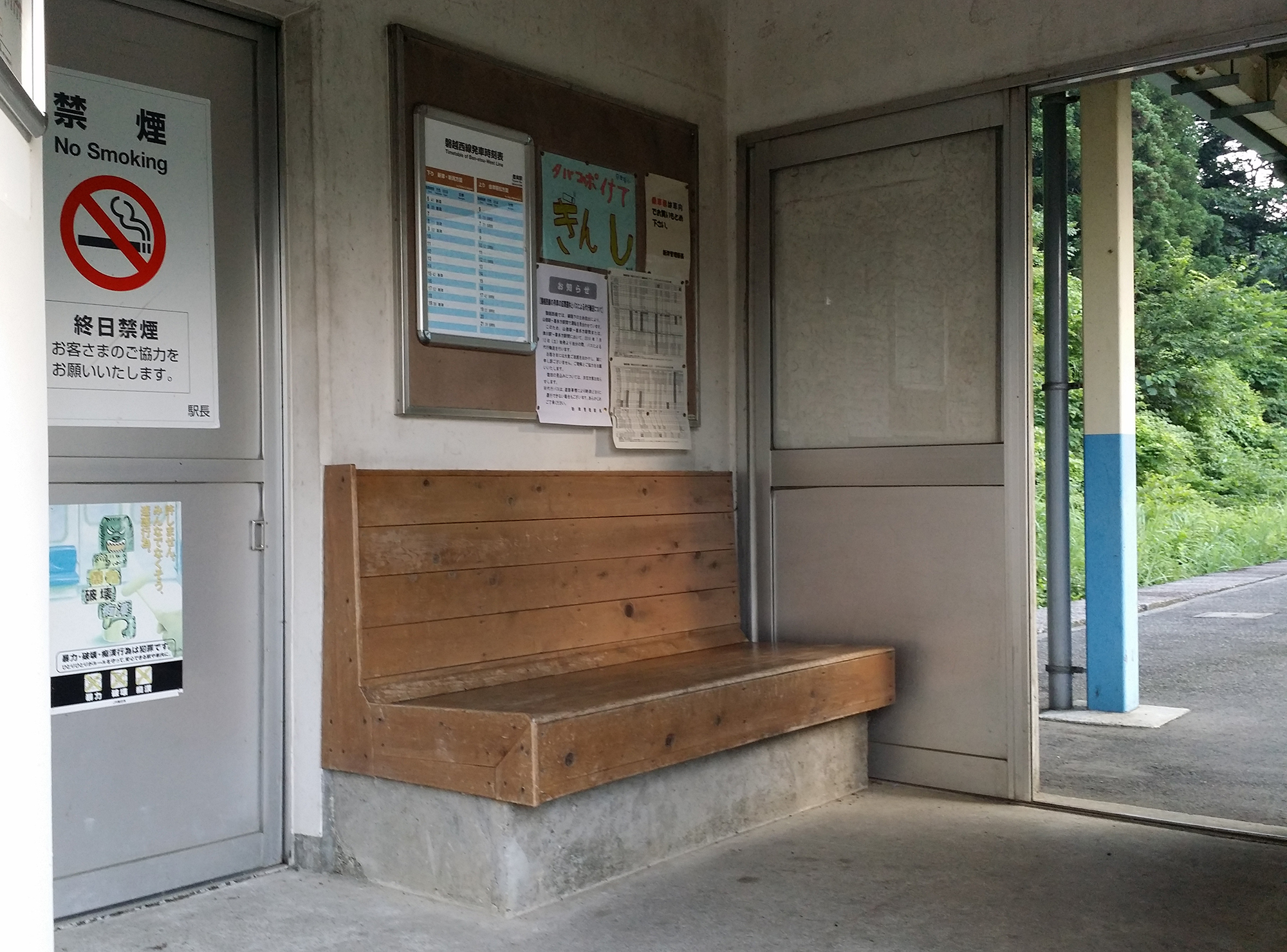
ホーム待合室（2014年7月）
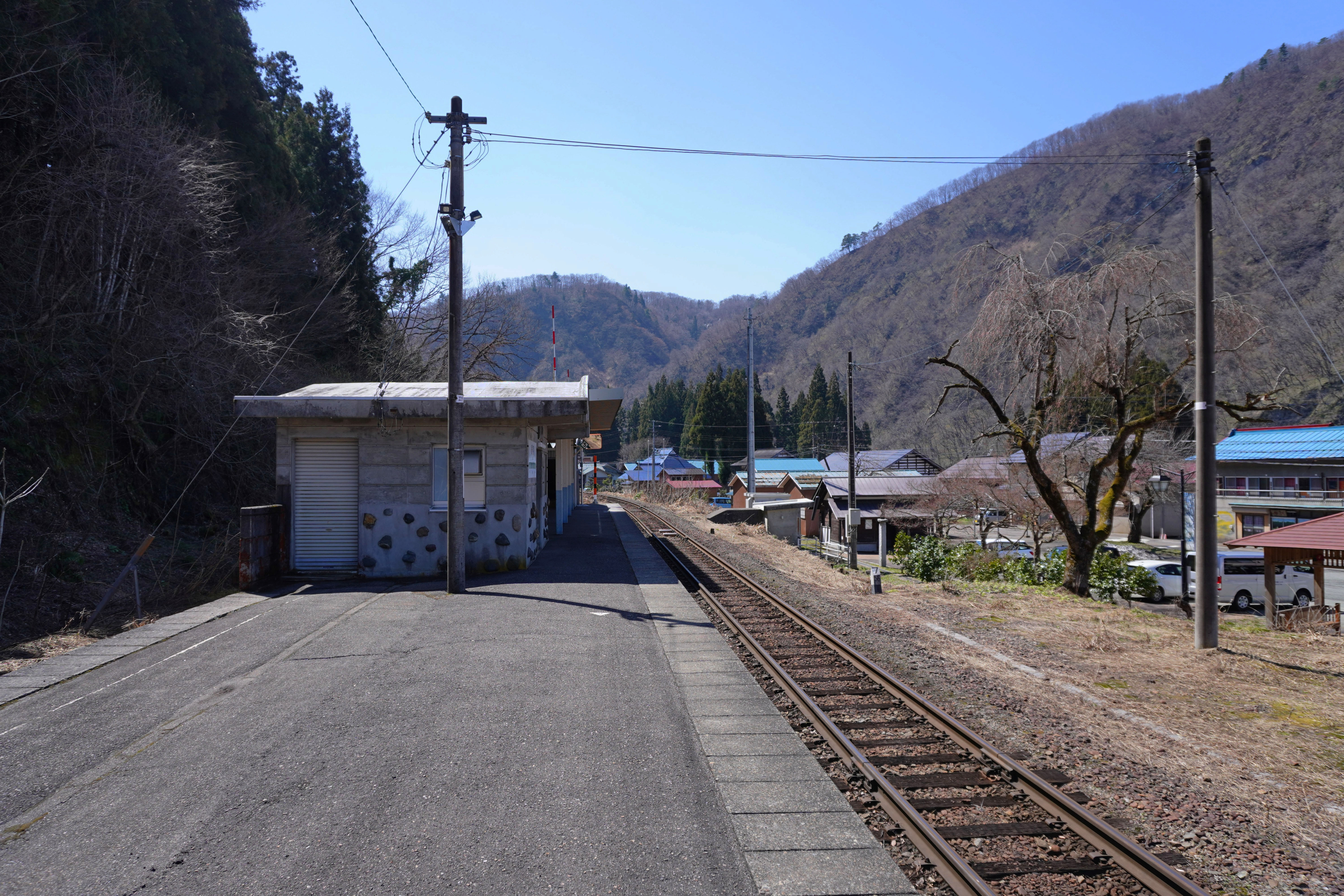
ホーム（2023年4月）

## 駅周辺
駅前には集落が広がっており、民宿やアートギャラリーなどがある。東へ2 kmほど行くと福島県耶麻郡西会津町との県境がある。
周辺は長らく道路事情が悪く、外部との主な交通手段は鉄道に限られていたが、1970年代末から1980年代末にかけて阿賀野川を横断する3本の橋が架けられ、陸の孤島状態が解消した（詳細は船渡大橋#歴史を参照）。
- 国道459号
- 豊実郵便局
- 阿賀野川
- いとう屋旅館
- 民宿和彩館
- 船渡大橋
- 鹿瀬コミュニティバス「豊実駅」停留所[10]

## 隣の駅
東日本旅客鉄道（JR東日本）
■磐越西線
徳沢駅 - 豊実駅 - 日出谷駅